# Xian de Rutog
Pour les articles homonymes, voir Rutog.
Le xian de Rutog (tibétain : རུ་ཐོག་རྫོང་།, Wylie : ru thog rdzong, pinyin tibétain : Rutog ; chinois : 日土县 ; pinyin : rìtǔ xiàn) est un comté ou district administratif de la préfecture de Ngari, région autonome du Tibet en Chine.

## Histoire

### Pétroglyphes
Le bourg de Wujiang, dans le comté de Rutog, comporte des pétroglyphes appelés pétroglyphes de Takangba, datés d'une période allant de l'âge où l'on y fabriquait des outils en métal, à l'époque de l'introduction du bouddhisme au Tibet, au VIe siècle. On y trouve notamment des peintures sur pierre,.

## Démographie
La population du district est de 9 738 habitants en 2010.

## Subdivisions administratives
Le xian comporte un bourg et quatre cantons (ou xiang) :
- bourg de Rudok (日土镇, rìtǔ zhèn) ;
- Canton de Rebang (zh) (热帮乡, rèbāng xiāng) ;
- Canton de Risong (zh) (日松乡, rìsōng xiāng) ;
- Canton de Dongru (zh) (东汝乡, dōngrǔ xiāng) ;
- Canton de Duoma (zh) (多玛乡, duōmǎ xiāng).